# Championnat du Tadjikistan de football 2005
Navigation
Saison précédente Saison suivante
La saison 2005 du Championnat du Tadjikistan de football est la quatorzième édition de la première division au Tadjikistan. La compétition regroupe dix clubs au sein d’une poule unique où ils s'affrontent deux fois, à domicile et à l'extérieur. En fin de saison, le dernier du classement est relégué et remplacé par le champion de deuxième division.
C'est le club de Vakhsh Qurghonteppa qui remporte la compétition cette saison après avoir terminé en tête du classement final, avec un cinq points d'avance sur le quadruple tenant du titre, Regar-TadAZ Tursunzoda et treize sur Parvoz Bobojon Ghafurov. C'est le second titre de champion du Tadjikistan de l'histoire du club après celui remporté en 1997.

## Les clubs participants
- FK Khodjent
- Regar-TadAZ Tursunzoda
- FK Danghara
- Hima Douchanbé - Promu de D2
- CSKA-Pamir Douchanbé - Promu de D2
- Parvoz Bobojon Ghafurov
- CSKA Douchanbé
- FK Saroy Kamar - Promu de D2
- Ravshan Kulob
- Vakhsh Qurghonteppa

## Compétition
Le barème de points servant à établir le classement se décompose ainsi :
- Victoire : 3 points
- Match nul : 1 point
- Défaite : 0 point

### Classement
| Rang | Équipe                       | Pts | J  | G  | N | P  | Bp | Bc | Diff |
| ---- | ---------------------------- | --- | -- | -- | - | -- | -- | -- | ---- |
| 1    | Vakhsh Qurghonteppa          | 47  | 18 | 15 | 2 | 1  | 41 | 12 | +29  |
| 2    | Regar-TadAZ TursunzodaT C CP | 42  | 18 | 13 | 3 | 2  | 46 | 9  | +37  |
| 3    | Parvoz Bobojon Ghafurov      | 34  | 18 | 10 | 4 | 4  | 38 | 20 | +18  |
| 4    | CSKA Douchanbé               | 28  | 18 | 9  | 1 | 8  | 31 | 23 | +8   |
| 5    | FK Khodjent                  | 27  | 18 | 8  | 3 | 7  | 28 | 19 | +9   |
| 6    | Hima DouchanbéP              | 23  | 18 | 6  | 5 | 7  | 29 | 29 | 0    |
| 7    | CSKA-Pamir DouchanbéP        | 19  | 18 | 5  | 4 | 9  | 30 | 36 | -6   |
| 8    | Ravshan Kulob                | 17  | 18 | 4  | 5 | 9  | 21 | 29 | -8   |
| 9    | FK Saroy KamarP              | 11  | 18 | 3  | 2 | 13 | 18 | 55 | -37  |
| 10   | FK Danghara                  | 7   | 18 | 2  | 1 | 15 | 11 | 61 | -50  |

|  | Qualification pour la Coupe du président de l'AFC 2006                                                                                            |
|  | Relégation en deuxième division |
|  | CP : Vainqueur de la Coupe du président de l'AFC 2005 T : Tenant du titre C : Vainqueur de la Coupe du Tadjikistan P : Promu de deuxième division |

## Bilan de la saison
| Championnat du Tadjikistan de football 2005 |                                |
| Champion                                    | Vakhsh Qurghonteppa (2e titre) |
| Coupes et trophées                          |                                |
| Vainqueur de la Coupe du Tadjikistan 2005   | Regar-TadAZ Tursunzoda         |
| Qualifications continentales                |                                |
| Coupe du président de l'AFC 2006            | Vakhsh Qurghonteppa            |
| Promotions et relégations                   |                                |
| Promus en Vysshaya Liga                     | Oriyon Douchanbé               |
| Relégués en Deuxième division               | FK Danghara                    |